# Aoranthe annulata
Aoranthe annulata là một loài thực vật có hoa trong họ Thiến thảo. Loài này được (K.Schum.) Somers mô tả khoa học đầu tiên năm 1988.